# Le Monde secret du Père Noël
Le Monde secret du Père Noël est une série télévisée de Noël d'animation franco-québécoise en 26 épisodes de 25 minutes, créée par Pascal Breton, réalisée par Prakash Topsy, Jean-Louis Bompoint et Christian Choquet, produite par Corporation CinéGroupe et diffusée entre le 1er et le 26 décembre 1997 sur France 3, et au Québec à partir du 23 novembre 1998 (et en décembre 1999) à Télé-Québec, et rediffusée tous les ans depuis le 20 novembre 2000 à Télétoon et dans la programmation de Ciné-Cadeau pendant le mois de décembre.
Le générique est de Marie-Florence Gros et Philippe Bretonnière. La musique originale de la série est de Olivier Aussudre et Jean-Louis Bompoint.

## Synopsis
Le Père Noël, ses trois lutins, Thoren, Folki et Guilfi, ainsi que l'ours polaire Balbo habitent au Pôle Nord et y fabriquent dans leur atelier des jouets pour les enfants. Ceux-ci doivent souvent voyager à travers le monde pour tenter de satisfaire des requêtes importantes de la part d'enfants ou de jouets en détresse. Mais cela tourne mal souvent à cause du Père Fouettard, ex-collègue maintenant rival jaloux du Père Noël, et de son assistant Geignar le troll, tentant de saboter les efforts du Père Noël afin de pouvoir le remplacer.

## Épisodes
1. La perle magique du Père Noël
2. Les douze travaux du Père Noël
3. Les petits génies
4. Rodolphe a disparu
5. L'enfant des étoiles
6. Un Noël pour Léon
7. Un cadeau pour deux
8. Super lapin
9. Porte-bonheur
10. Tapis volant
11. Les mémoires du Père Noël
12. La baguette magique
13. Le garçon qui voulait redevenir petit
14. Le congrès de Noël
15. Un cadeau pour le Père Noël
16. Histoires de Trolls
17. Le Noël de Geignard
18. Le retour du Père Noël
19. La grande petite fille
20. L'ours en peluche
21. On a volé Noël
22. La révolte des jouets
23. Une bouteille à la mer
24. Balthazar ne sait pas ce qu'il veut
25. La nuit la plus longue
26. Les secrets du Père Noël

## Voix françaises
- Mélanie Dermont : Thoren
- Aurélien Ringelheim : Guilfi
- Ioanna Gkizas : Morgan (une enfant dans la série)

## Personnages
- Le Père Noël : il est comme tous les enfants du monde l'imaginent : gentil et sympa. Il s'assure que tous les cadeaux seront distribués et que les enfants n'aient aucun problème.
- Thoren : c'est l'une des lutins du Père Noël. Elle s'occupe des souhaits des enfants. Elle peut voler et se rendre invisible.
- Folki : c'est un des lutins du Père Noël. Il fabrique les jouets des enfants à l'aide de la machine. Il est un très bon bricoleur. Il possède un pouvoir qui lui permet de se transformer en n'importe quel animal.
- Guilfi : c'est un apprenti lutin sans pouvoirs magiques, mais expert en mécanique. Il parviendra au dernier épisode à aussi contrôler les objets quand il obtient son pouvoir qui est la télékinésie. Il porte une casquette et il est le seul à avoir un chandail avec des manches courtes. Il déteste quand l'on prononce mal son nom.
- Balbo : c'est l'ours protecteur du Père Noël. Il est gentil, mais il provoque des catastrophes. Il s'est perdu sur la banquise étant petit et c'est le Père Noël qui l'a retrouvé et l'a recueilli chez lui.
- Le Père Fouettard : c'est l'ennemi du Père Noël. Il cherche toujours à empêcher le Père Noël de distribuer des cadeaux. Il déteste Noël et il aime jouer à la guitare électrique.
- Geignar : c'est l'assistant du Père Fouettard. Il est souvent rejeté par ce dernier, ce qui le pousse a, régulièrement, aller demander de l'aide au Père Noël. Ils développent donc un certain lien entre eux.

## Version anglaise et allemande
Les versions anglaises et allemandes sont aussi disponibles ; leurs titres étant The Secret World of Santa Claus (Royaume-Uni, États-Unis, Canada, Irlande, Australie, Nouvelle-Zélande) et Weihnachtsmann & Co. KG (Allemagne, Autriche, Suisse, Belgique, Italie, Liechtenstein, Luxembourg, Pologne, Roumanie, Namibie, Brésil, Danemark).